# Tretakt
Tretakt (trefjärdedelstakt, polsketakt eller valstakt) är inom musiken en taktart som innebär att det är tre taktslag i varje takt. Exempel på musik som spelas i tretakt är vals, polska, menuett, hambo och mazurka. 3/4, 3/2 och 3/8 är de vanligaste varianterna.
Tretakt sågs förr inom kristendomen som en gudomlig taktart, anspelande på treenigheten, och därför är många äldre kristna kompositioner skrivna i den.[källa behövs]